# Новозеландская митрополия
Новозеландская митрополия (греч. Η Μητρόπολη Νέας Ζηλανδίας англ. Holy Greek Orthodox Metropolis of New Zealand and all Oceania) — епархия Константинопольской православной церкви на территории Новой Зеландии и островов Океании.
Епархиальный центр — Веллингтон (365 Broadway, Miramar, Wellington)
Кафедральный собор — Андреевский собор в Веллингтоне.

## История
Епархия была образована 8 января 1970 года путём выделения из Австралийской архиепископии. В состав новообразованной епархии были включены приходы на территории Новой Зеландии, Индии, Северной и Южной Кореи, Японии, Филиппин, Сингапура, Индонезии и Гонконга.
В ноябре 1996 года году территории епархии за исключением Новой Зеландии, Республики Корея, Японии и островов в Тихом Океане отошли к новоучреждённой Гонконгской митрополии.
В 2005 году к епархии присоединены острова в южной части Тихого океана: Фиджи, Тонга и Самоа, а также небольшие архипелаги. Паства насчитывает около 10 000 верующих, в основном греческих иммигрантов первого, второго и третьего поколения.
В настоящее время епархия насчитывает 9 приходов и монастырь в Новой Зеландии и 4 прихода и монастырь на островах Фиджи.
Ведётся миссионерская деятельность на Тонга и Самоа.

## Управляющие епархией
- Дионисий (Псиахас) (8 января 1970 — 21 июля 2003)
- Иосиф (Харкиолакис) (21 июля 2003 — 31 августа 2005)
- Амфилохий (Цукос) (13 октября 2005 — 30 мая 2018)
- Мирон (Ктистакис) (с 11 июля 2018)

### Викарии
- епископ Зилонский Сотирий (Трамбас) (21 марта 1993 — 20 апреля 2004) (с резиденцией в Сеуле, Республика Корея)